# Thore Langfeldt

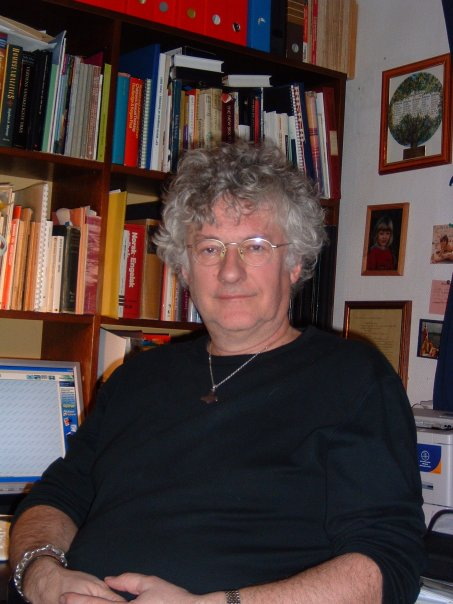
Thore Langfeldt

Thore Langfeldt, född 30 september 1943 i Oslo, är en norsk psykolog och sexolog. Han är internationellt känd för sitt arbete med barns sexuella utveckling och med behandling av sexförbrytare.
Han är utbildad psykolog (cand.psychol.) vid Universitetet i Oslo år 1972. Från 1983 hade han privat praktik som psykolog och 1989 startade han Institutt for klinisk sexologi og terapi, som han ledde till 2004. Tillsammans med Elsa Almås grundade Langfeldt 1982 Norsk forening for klinisk sexologi. Han har varit seniorforskare vid Nasjonalt kunnskapssenter om vold og traumatisk stress (NKVTS).

## Böcker i urval
- Har du lyst har du lov (1986)
- Sexologi (1993)
- Barns seksualitet (2000)
- Erotikk og fundamentalisme (2005)

## Utmärkelser
- Riddare av 1. klass av Sankt Olavs orden, 2011, "för hans bidrag till norsk psykologi, sexologi och terapi"[2]